# زكي بدر
لواء زكي بدر (28 فبراير 1926 - 2 أبريل 1997) هو رابع وزير داخلية في عصر مبارك بعد اللواء النبوي إسماعيل، ثم اللواء حسن أبو باشا، ثم اللواء أحمد رشدي ويمكن اعتبارة أعنف وزير داخلية شهدته مصر، تسلم عمله في الأول من مارس عام 1986. تعرض لمحاولة اغتيال في 16 ديسمبر 1989، تمت إقالته في يناير 1990 نتيجة كلمة ألقاها في مدينة بنها التي شهدت هجوماً على المعارضة المصرية وتم تعيين اللواء محمد عبد الحليم موسى من بعده.
«الدلاديل والشواذ جنسياً والحرامية والهبل والشيوعيون والنصابون والمهربون والذين يقبضون العمولات».. هذا جزء من قاموس الشتائم التي أطاحت بأقوى وزير للداخلية في مصر، وهو اللواء زكي بدر «1986 - 1990». بدر الذي كان يمتلك لساناً حاداً استخدمه في البداية لتقطيع شرف رموز المعارضة مبرراً ذلك للقيادة السياسية بأنهم وراء تزايد عمليات الإرهاب التي كانت تمثل شماعته عندما يخرج عن النص ويوجه السباب ضدهم، وهو ما جعل النظام وقتها يغض الطرف عن طول لسانه مشتبكاً مع الجميع بهذا اللسان الحاد، والذي بسببه دخل في معركة بالأيدي والأحذية في شجاره تحت قبة البرلمان مع النائب طلعت رسلان عام 1987 بعد وصلة شتائم وجهها بدر ضد فؤاد سراج الدين وإحدى قريباته مما أثار غضب طلعت رسلان الذي حاول الاعتداء على وزير الداخلية وسحب الأوراق التي كان يقرأ منها بيانه؛ فما كان من اللواء بدر إلا أن عاجله بالصفع على وجهه ثم خلع حذائه وضربه به في واقعة جعلت القيادة السياسية تطلب من الدكتور الراحل عاطف صدقي رئيس الوزراء وقتها بضرورة التدخل لوقف تجاوزات وزير الداخلية وضبط لسانه.
لكنه لم يلتفت كثيراً لنصائح رئيس الوزراء وظل يوجه الشتائم لكل معارض لسياسته الأمنية قاصراً هجومه في البداية على قادة المعارضة حتى وقع في المحظور وتجاوز الخطوط الحمراء قي لقائه بضباط المعهد الدبلوماسي في المؤتمر الشهير بمدينة بنها،وتطاول فيه بالسب والقذف بألفاظ تخدش الحياء ليس فقط ضد رموز المعارضة بل طال بلسانه الحاد عدداً من رموز الدولة.
وقتها بدأ بوصلة الشتائم ضد جماعة الإخوان المسلمين ومرشدهم الشيخ حسن البنا وابنه سيف الإسلام والمستشار مأمون الهضيبي، وكذلك زعماء المعارضة وعلى رأسهم إبراهيم شكري ومحمد حلمي مراد وخالد محيي الدين والصحفيين أحمد بهاء الدين ومحمد السيد سعيد، ويوسف إدريس، وكذلك بعض قيادات المنظمة المصرية لحقوق الإنسان، وفتحي رضوان وآخرون.. كان من الممكن أن تمر هذه الشتائم مرور الكرام لولا أن بدأ بدر الجزء الثاني من وصلة السباب ضد زملائه من الوزراء وكبار قيادات الدولة وخص بالسباب كلاً من عاطف صدقي رئيس الوزراء و يوسف والي أمين عام الحزب الوطني وصفوت الشريف وزير الإعلام، و حسب الله الكفراوي ومحمد عبد الوهاب ويسري مصطفى و فاروق حسني وزير الثقافة، ثم هاجم بنفس الألفاظ كمال حسن علي رئيس الوزراء الأسبق، والدكتور عبد الرازق عبد المجيد، والدكتور مصطفى السعيد وزيري الاقتصاد السابقين، وأشار الوزير بألفاظ نابية للدكتور محمد علي محجوب وزير الأوقاف وغالبية المحافظين، وكشف بدر عن خطته قي قتل 530 ألف مصري، وأنه أصدر أوامره للعمد والمشايخ والخفراء بقتل ودفن كل من له لحية أو يرتدي جلباباً أبيض.
لقد استحق اللواء زكي بدر بعد هذا المؤتمر لقب «الشتام»(ذكي بذءات) واستحق أيضاً الإقالة من منصبه، وهو ما حدث بالفعل عقب سماع الرئيس مبارك لنص الشتائم وزيارة وفد من المعارضة وعلى رأسهم المرحومان فؤاد سراج الدين وإبراهيم شكري للقصر الجمهوري وتسليم الرئيس شرائط الكاسيت المسجل عليه بذاءات اللواء زكي بدر.
في القيادة السياسية ربما تقبل من وزير الداخلية استخدام العنف والاعتقالات ضد خصوم النظام ولكن لا تقبل أن يتحول وزيرها السيادي إلى شتام.